# Echinoneoida
Echinoneoida é uma ordem de ouriços-do-mar (Echinoidea) de morfologia corporal irregular. 

## Características
Os membros da família Echinoneoida são ouriços-do-mar irregulares, com testa ("concha") sub-esférica, de forma mais ou menos oval. A boca (peristoma) está situada no centro da face oral (inferior) e o ânus (periprocto) um pouco atrás dela, formando um eixo antero-posterior que origina uma simetria birradial. Os quatro oifícios genitais (gonoporos) e a madreporite estão situados no ápex, no topo da face aboral.
Os pés ambulacrários estendem-se do ápex ao peristoma sem diferenciação, como acontece com os ouriços-do-mar regulares. As placas esqueléticas apresentam tubérculos de tamanho homogéneo, não diferenciadas. Estes ouriços-do-mar não apresentam lanterna de Aristóteles.
Esta ordem é indubitavelmente a mais basal entre os ouriços-do-mar irregulares, ainda muito próxima morfologicamente das ordens de morfologia regular. O registo fóssil conhecido desta ordem estende-se desde o Jurássico (Oxfordiano), período em que tinha uma repartição mundial, até ao presente. O grupo mantém diversas espécies extantes, entre as quais Echinoneus cyclostomus Leske, 1778.

## Taxonomia
A base de dados taxonómicos WRMS apresenta a seguinte estrutura: 
- Superfamília Conulidea Kroh & Smith, 2010 †
  - Família Conulidae Lambert, 1911a †
  - Família Galeritidae Gray, 1825 †
  - Família Neoglobatoridae Endelman, 1980 †
- Família Echinoneidae L. Agassiz & Desor, 1847
  - Género Amblypygus L. Agassiz, 1840a †
  - Género Duperieria Roman, 1968 †
  - Género Echinoneus Leske, 1778
  - Género Koehleraster Lambert & Thiéry, 1921
  - Género Micropetalon A. Agassiz & H.L. Clark, 1907b
  - Género Paramblypygus Tessier & Roman, 1973 †

## Galeria

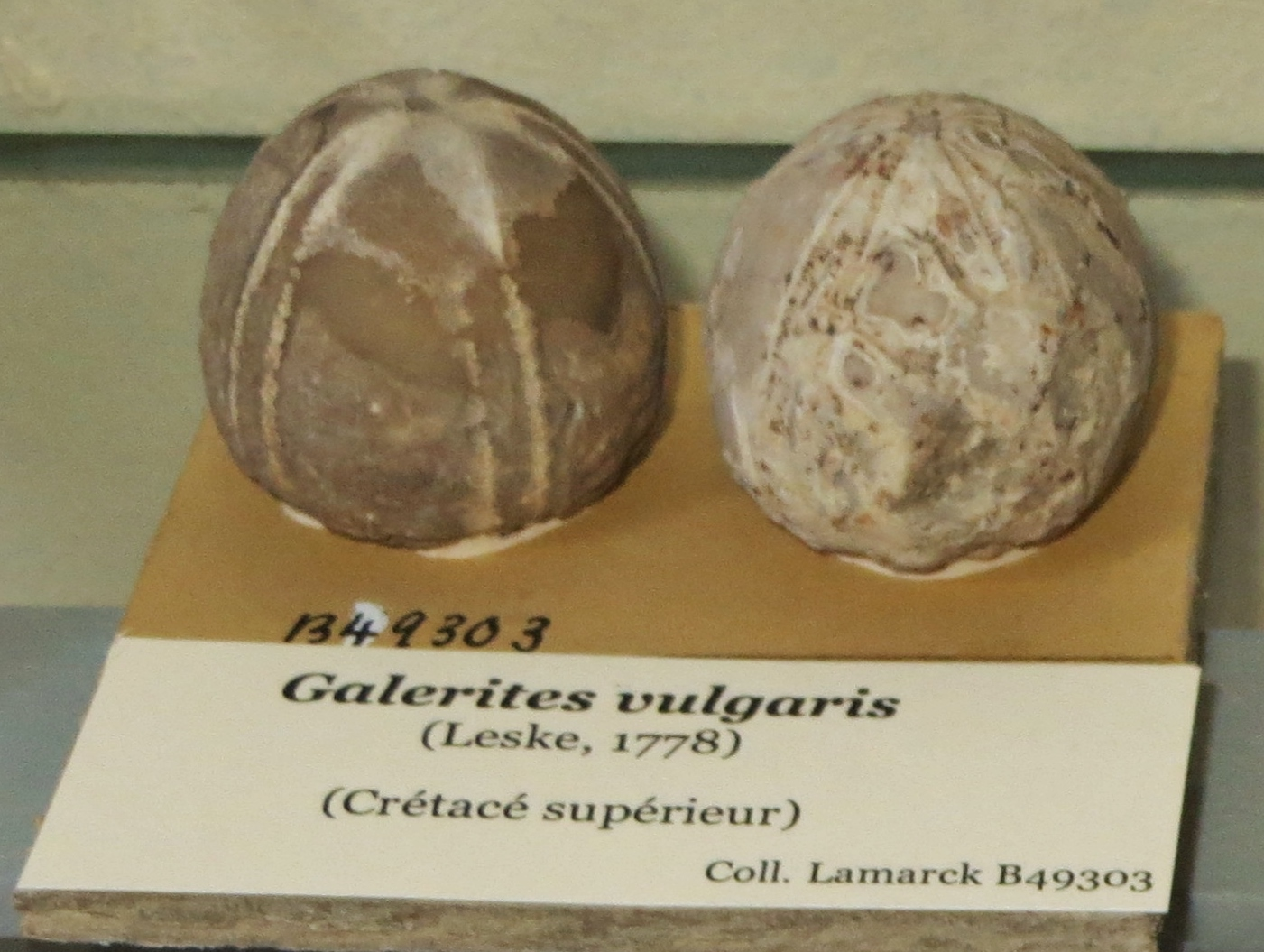
Fósseis de Galerites vulgaris (Cretáceo, MNHN).
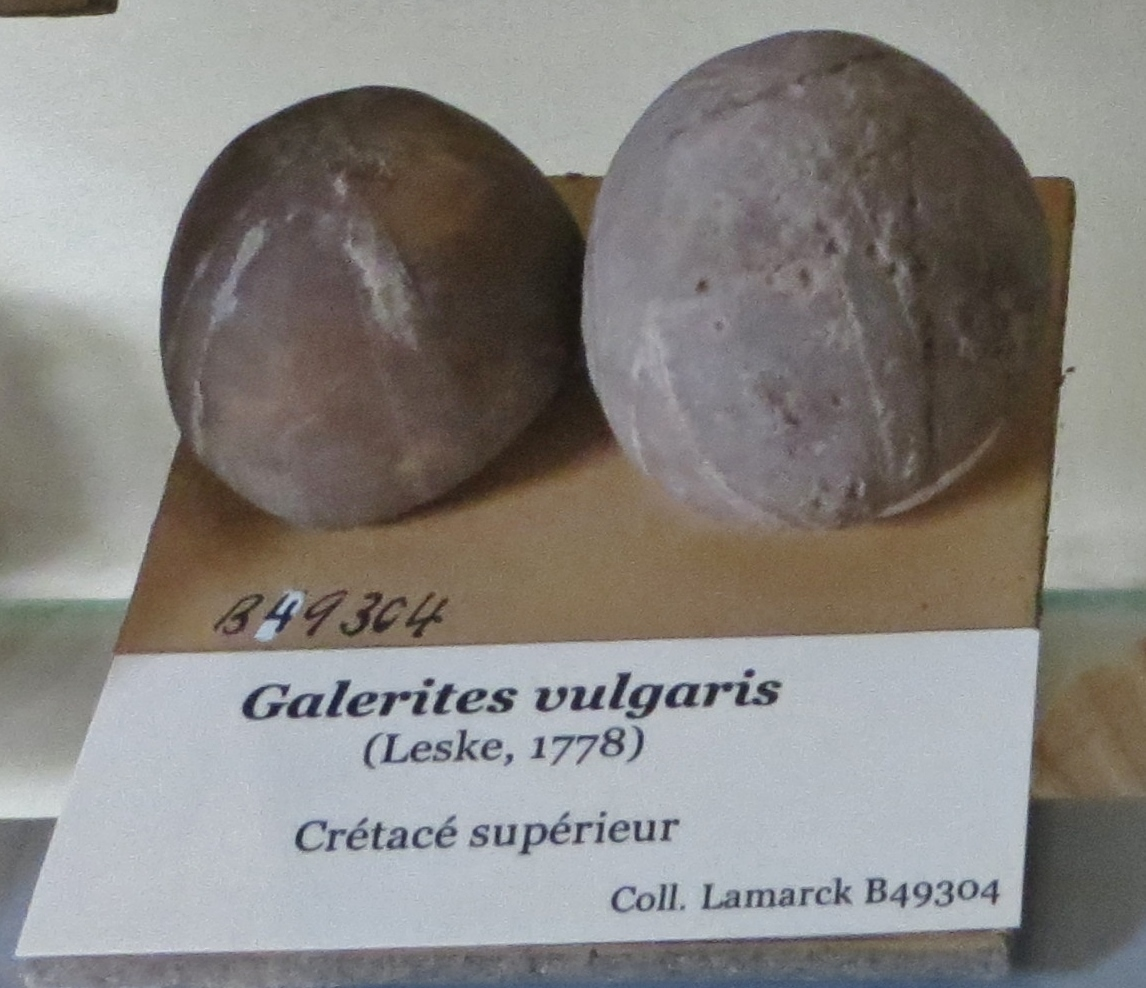
Fóssil de Galerites vulgaris (Cretáceo, MNHN).
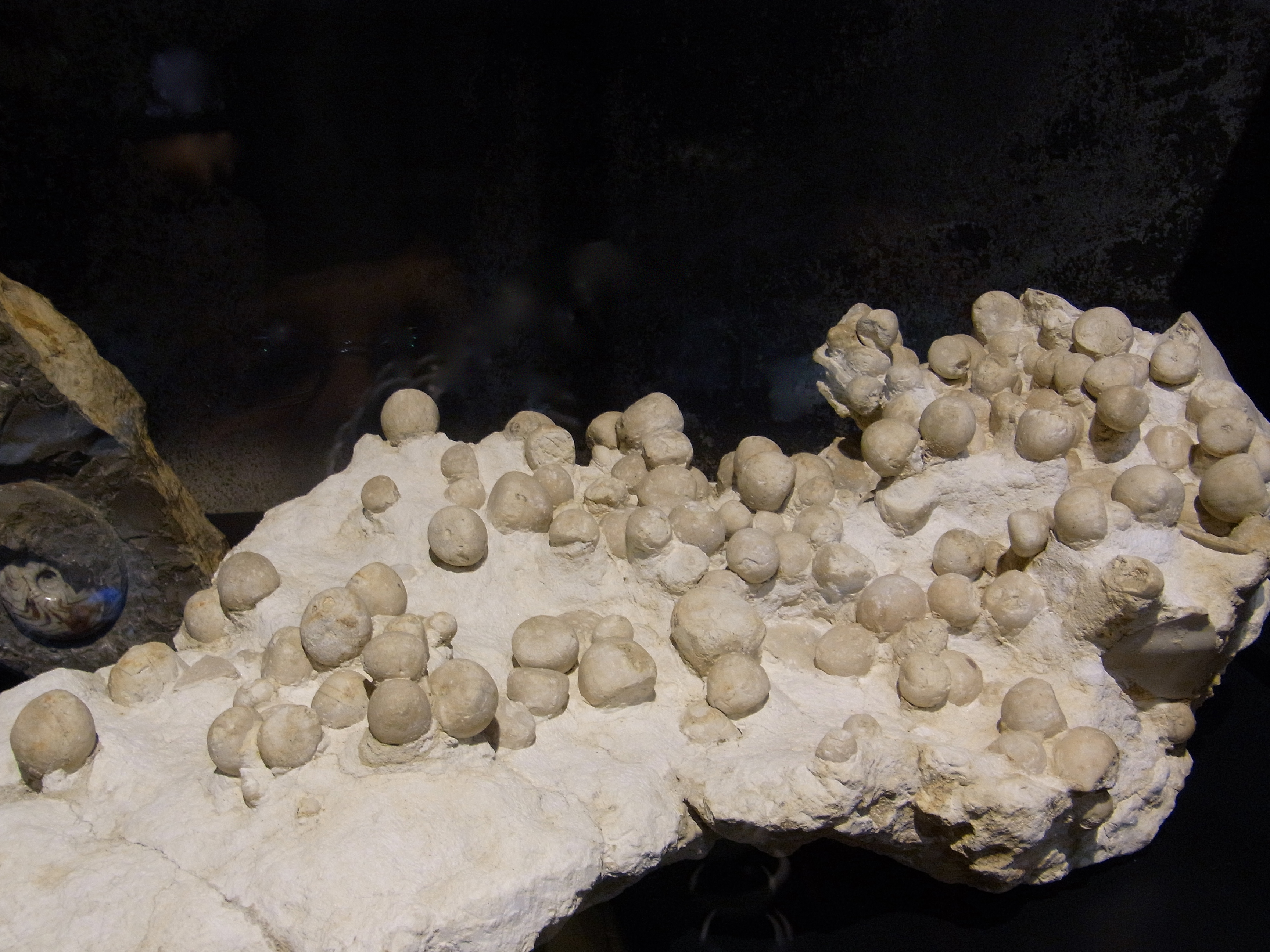
Fósseis de Conulus subroundatus (Cretáceo, Alemanha).